# Lobsang Gyaltsen (91e Ganden tripa)
Lobsang Gyaltsen (? - 1932) was een Tibetaans geestelijke.
Hij was de eenennegentigste Ganden tripa van 1927 tot 1932 en daarmee de hoofdabt van het klooster Ganden en hoogste geestelijke van de gelugtraditie in het Tibetaans boeddhisme.